# Mosonszentmiklós
Mosonszentmiklós är en ort i Ungern.   Den ligger i provinsen Győr-Moson-Sopron, i den västra delen av landet, 120 km väster om huvudstaden Budapest. Mosonszentmiklós ligger 118 meter över havet och antalet invånare är 2 339.
Terrängen runt Mosonszentmiklós är mycket platt. Runt Mosonszentmiklós är det ganska tätbefolkat, med 72 invånare per kvadratkilometer. Närmaste större samhälle är Győr, 16,2 km öster om Mosonszentmiklós. Trakten runt Mosonszentmiklós består till största delen av jordbruksmark.